# آی‌پداواس ۱۴
آی‌پداواس ۱۴ (به انگلیسی: iPadOS 14) سیستم عاملی است که توسط اپل گسترش داده شده و برای لوح‌رایانهٔ ساخت این شرکت بکار گرفته می‌شود. این سیستم عامل جانشین آی‌پداواس ۱۳ بوده و برای آی‌پدهای ساخت اپل استفاده خواهد شد. این نسخه در کنفرانس جهانی توسعه دهندگان اپل در تاریخ ۹ ژوئن ۲۰۲۰ اعلام شد و در ۱۶ سپتامبر سال ۲۰۲۰ به‌طور رسمی برای عموم منتشر شد.